# 大庄镇 (庄浪县)
大庄镇，是中华人民共和国甘肃省平凉市庄浪县下辖的一个乡镇级行政单位。
2016年，甘肃省民政厅批复同意撤销大庄乡，设立大庄镇。

## 行政区划
大庄镇下辖以下地区：
大庄村、小湾村、张山村、王山村、杨局村、下王村、上李村、杜家村、青龙沟村、南湾村、连王村、刘沟村、刘庙村、梁山村、老山沟村和丁山村。